# Acacia racospermoides
Acacia racospermoides é uma espécie de leguminosa do gênero Acacia, pertencente à família Fabaceae.